# بیمارستان دکتر فرهمندفر
بیمارستان دکتر فرهمندفر واقع در استان فارس، شهرستان شیراز بیمارستانی است خصوصی و درمانی با ظرفیت ۶۱ تخت فعال که در سال ۱۳۶۳ خورشیدی تأسیس گردید.
هم‌اکنون این بیمارستان دارای بخش‌های اورژانس، پست پارتوم، زایشگاه، اتاق عمل، لیبر، ارتوپدی، جراحی عمومی، ENT، فوق تخصصی ـ جراحی فک و صورت، فوق تخصصی ـ جراحی ترمیمی، اطفال، جراحی مغز و اعصاب، ICU جراحی، CCU، اورولوژی، جراحی زنان و زایمان، چشم و دیگر واحدهای پاراکلینیکی و درمانگاهی می‌باشد.